# GTS-21
GTS-21, также известный как DMXB-A — это представитель нового класса лекарственных препаратов, применяемых при лечении шизофрении, селективно активизирующий α7-никотиновый рецептор. На данный момент эффективность соединения еще не доказана, поскольку оно еще проходит клинические испытания.

## Клинические испытания
Исследователи позиционируют препарат как средство для лечения когнитивных и перцептивных нарушений при шизофрении. В результате первой фазы клинических испытаний были выявлены доказательства когнитивного улучшения состояния больных шизофренией. Во второй фазе испытаний пациенты ощутили значительное улучшение по шкале оценки негативных симптомов (SANS), в основном в шкалах ангедонии и алогии, и почти существенное улучшение общего балла в Краткой психиатрической оценочной шкале (BPRS).
GTS-21 также показал ноотропные свойства и нейропротекторные эффекты (в том числе против нейротоксичности этанола). Лекарственное средство (при удачных клинических испытаниях) может быть эффективным средством для лечения болезни Альцгеймера.

## Механизм действия
GTS-21 — частичный агонист никотинового ацетилхолинового рецептора. GTS-21 связывается с подтипами α4β2 (альфа-4-бета-2-никотиновым рецептором) и α7 (альфа-7 никотиновым рецептором), но в значительной степени активирует только α7 никотиновый рецептор .

## Наименование
DMXB-A происходит от сокращения 3-2,4-dimethoxybenzylidene anabaseine, один из вариантов наименования, 3-2,4-диметоксибензилиден анабазеин. GTS-21 происходит от того, что это 21-е химическое соединение, созданное в совместном проекте Gainesville (Гейнсвилл, Флоридский университет) и Tokushima (Taiho Pharmaceutical), S означает Scientists («учёные»).